# Dorin Goian
Dorin Goian (Suceava, Rumania, 12 de diciembre de 1980) es un exfutbolista rumano. Jugaba de defensa y su último equipo fue el Asteras Tripolis FC de la Superliga de Grecia. Goian jugó para el Rangers FC hasta la desaparición del club en 2012.

## Biografía
Goian empezó su carrera futbolística en las categorías inferiores de un equipo de su ciudad natal, el NC Foresta Suceava. Debutó con el primer equipo en la temporada 98-99, temporada del ascenso de su equipo a la Liga I, pero ante la falta de oportunidades (solo jugó dos partidos de Liga II) decide irse cedido en el mercado de invierno al Gloria Buzău.
A su regreso al NC Foresta Suceava debuta en la Liga I el 5 de agosto de 2000 en un partido contra el Gloria Bistriţa en el que su equipo se impuso por dos goles a cero. Goian jugó esa temporada 15 partidos de liga, pero no consigue ayudar a su equipo a mantener la categoría y al final del campeonato regresó a la Liga II después de finalizar decimotercero.
A mediados de la temporada 2001-2002 ficha por el Ceahlăul Piatra Neamţ. En esta etapa disputa 45 partidos de liga y marca dos goles.
En enero de 2004 fichó por el FCM Bacău, donde se convirtió en un fijo en el once inicial.
En diciembre de 2004 se marchó a jugar con su actual club, el Steaua Bucarest, que realizó un desembolso económico de 100 000 dólares para poder hacerse con sus servicios, aunque solo adquiere el 50% del jugador, mientras la otra mitad de los derechos de Goian pertenecen al FCM Bacău. En sus primeros meses no disfruta de muchas oportunidades y solo juega cuatro partidos de liga, pero en la temporada siguiente ya es un jugador habitual en las alineaciones iniciales y ayuda a su equipo a proclamarse campeón de Liga. Al año siguiente su equipo gana dos trofeos, una Liga y una Supercopa de Rumanía.
Esa misma tempora el Steaua realiza un gran papel en la Copa de la UEFA, llegando a semifinales, donde cae derrotado ante el Middlesbrough. Goian se convirtió en un jugador clave en su equipo en esa competición siendo el máximo anotador (cinco goles) y disputando 14 encuentros.
Debutó con su club en la Liga de Campeones de la UEFA en la temporada 2006.2007.
El 16 de octubre de 2007 el Steaua de Bucarest paga un millón de euros al FCM Bacău para poder obtener el 100% de los derechos de Goian.
El 6 de agosto de 2009 el Steaua de Bucarest anuncia la venta del jugador a la sociedad US Città di Palermo de la Serie A.

## Selección nacional
Ha sido internacional con la Selección de fútbol de Rumania en 21 ocasiones. Su debut como internacional se produjo el 16 de noviembre de 2005 en el partido Rumania 3 - 0 Nigeria. Anotó su primer tanto con la camiseta nacional el 7 de octubre de 2006 un partido contra Bielorrusia.
Fue convocado para participar en la Eurocopa de Austria y Suiza de 2008, donde disputó los dos primeros encuentros como titular. No pudo disputar el tercer partido, contra los Países Bajos, por acumulación de tarjetas amarillas.

## Clubes
| Club                        | País    | Año       |
| --------------------------- | ------- | --------- |
| NC Foresta Suceava          | Rumania | 1999-2000 |
| Gloria Buzău                | Rumania | 2000      |
| NC Foresta Suceava          | Rumania | 2000-2002 |
| Ceahlăul Piatra Neamţ       | Rumania | 2002-2003 |
| FCM Bacău                   | Rumania | 2003-2004 |
| Steaua Bucarest             | Rumania | 2004-2009 |
| Palermo                     | Italia  | 2009-2011 |
| Rangers Football Club       | Escocia | 2011-2012 |
| The Rangers FC              | Escocia | 2012-2013 |
| Spezia Calcio 1906 (cedido) | Italia  | 2012-2013 |
| Asteras Tripolis            | Grecia  | 2013-2016 |

## Títulos
- 2 Ligas de Rumania (Steaua de Bucarest, 2005 y 2006)
- 1 Supercopa de Rumanía (Steaua de Bucarest, 2006)